# Церковь Успения Пресвятой Богородицы (Вена)
Церковь Успения Пресвятой Богородицы (серб. Црква Успења Пресвете Богородице) — храм Австрийско-Швейцарской епархии Сербской православной церкви, расположенный в Вене, район Оттакринг.
До марта 2014 года являлся римско-католическим приходским храмом Нойлерхенфельд (нем. Neulerchenfelder Pfarrkirche), находившимся в ведении Архиепархии Вены.

## История
До 1848 года монастырь Клостернойбург управлял католическими приходами, расположенными на территории современного Оттакринга. Согласие о строительстве церкви в Нойлерхенфельде, новом пригороде Вены, расположившемуся к востоку от Оттакринга и к западу от Гюртель-штарассе был дан 29 августа 1732 года пробстом Эрнест фон Пергером. Завершение работ затянулась вплоть до 1753 года. С момента освящения вплоть до 4 мая 1761 года имела посвящение Болящей Божией Матери (Schmerzhafte Mutter Gottes). Будучи изначально дочерней церковью, подчинённой церкви Alt-Ottakringer, 4 мая 1761 года она была выделена кардиналом архиепископом Кристофом Антоном фон Мигацци и стала самостоятельным приходом.
В 1939 году в подчини данного приходы была создана дочерняя церковью во имя Марии, который вскоре стал самостоятельным. 
15 января 1945 года во время войны церковь была почти полностью разрушена во время авианалёта. Однако сохранились табернакль и статуя Скорбящей Божией Матери. Нынешнее здание церкви (Saalbau) освящено 27 октября 1957 года.
Из-за секуляризации и высокой доли мигрантов в этом районе римо-католики стали меньшинством на территории прихода. В 2010 году Архиепархия Вены приняла решение передать храм Сербской православной церкви, так как сербской православной церковной общине Вены уже не хватало помещения для проведения молитв. Кроме того, это было сделано с целью сокращения расходов на содержание храма.

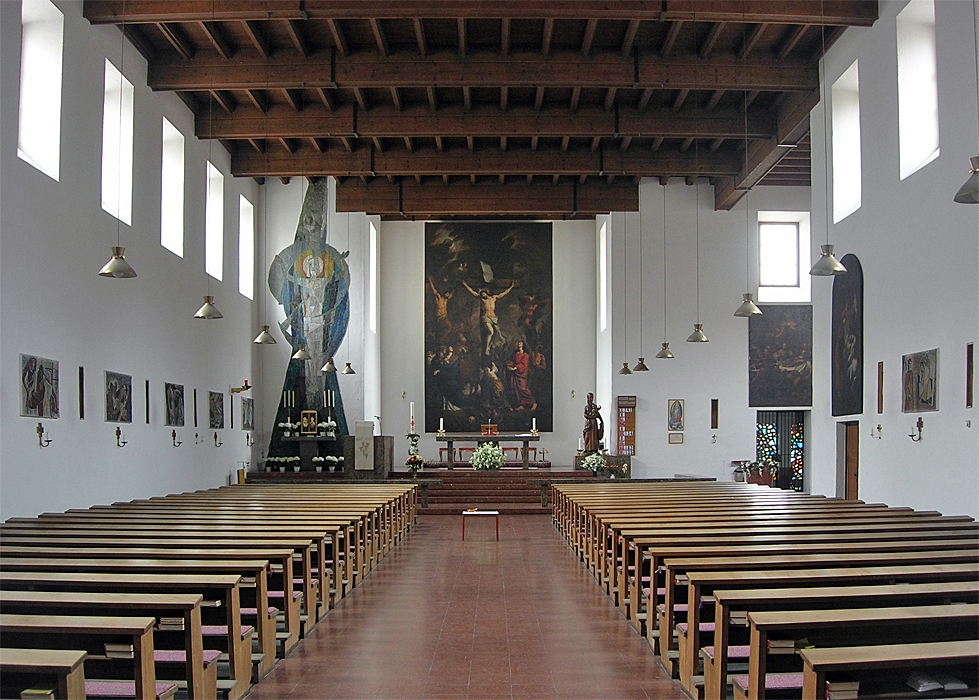
Der Saalbau von 1957

800 прихожан этого католического прихода неоднократно собирали акции протеста, подписи, угрожали неповиновением решению архиепископа Кристофа Шёнборна, утверждая, что им предварительно ничего не сообщили о передаче их храма сербской православной общине. Получив решение Конгрегации по делам духовенства, католики решили не опускать руки и обжаловать решение в Высшем трибунале апостольской сигнатуры — высшем суде Католической Церкви. Верующие надеются, что апелляция имеет смысл, потому что для ликвидации прихода, по их мнению, нет объективных причин. Апелляцию бывших прихожан церкви на решение Венской архиепархии в Ватикане отклонили. В ноябре 2011 года Ватикан подтвердил передачу Австрийско-Швейцарской епархии Сербской Православной Церкви католического храма Нойлеркенфельд.
31 августа 2013 года приход Нойлерхенфельд был ликвидирован. Его территория отошла к Приходу во имя Марии.
Последняя месса здесь была отслужена 9 марта 2014 года. После этого церковь на некоторое время закрылась, после этого в храме началась реконструкция.